# Trąbki (gmina)

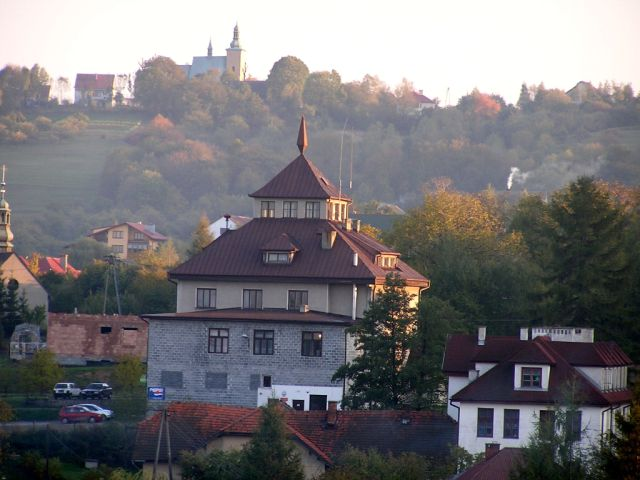
Trąbki

Trąbki – dawna gmina wiejska istniejąca w latach 1934–1954 (zniesiona podczas II wojny światowej) w woj. krakowskim (dzisiejsze woj. małopolskie). Siedzibą władz gminy były Trąbki.
Gmina zbiorowa Trąbki została utworzona 1 sierpnia 1934 roku w powiecie krakowskim w woj. krakowskim z dotychczasowych 19 jednostkowych gmin wiejskich: Biskupice, Bodzanów, Dobranowice, Jawczyce, Łazany, Przebieczany, Sławkowice, Słomiróg, Suchoraba, Sułów, Sułków, Surówki, Szczygłów, Tomaszkowice, Trąbki, Wola Podłazańska, Zabłocie, Zagórze i Zborówek. 16 września 1934 gminę Trąbki podzielono na 13 gromad: Biskupice, Bodzanów, Jawczyce, Łazany, Przebieczany, Sławkowice, Sułów, Sułków, Szczygłów, Trąbki, Zabłocie, Zagórze i Zborówek.
Podczas okupacji hitlerowskiej gmina została przejściowo zniesiona, wchodząc w skład nowo utworzonej gminy Wieliczka w Generalnym Gubernatorstwie.
Po wojnie gminę Trąbki reaktywowano, mimo że pozostawiono utworzononą przez hitlerowców – choć terytorialnie mniejszą – gminę Wieliczka, składającą się już tylko z obszarów należących do przedwojennych gmin Węgrzce Wielkie i Bieżanów. Natomiast do gminy Trąbki przyłączono gromadę Lednica Górna, należącą przed wojną do gminy Koźmice Wielkie, a podczas wojny do gminy Wieliczka. 1 marca 1946 z części obszaru gromady Zagórze w gminie Trąbki utworzono nową gromadę Słomiróg, a 1 kwietnia 1946  z części obszaru gromady Sławkowice w gminie Trąbki utworzono nową gromadę Dobranowice. I tak, według stanu z dnia 1 lipca 1952 roku, gmina Trąbki składała się z 16 gromad: Biskupice, Bodzanów, Dobranowice, Jawczyce, Lednica Górna, Łazany, Przebieczany, Sławkowice, Słomiróg, Suchoraba, Sułków, Sułów, Szczygłów, Trąbki, Zabłocie i Zagórze.
Gmina została zniesiona 29 września 1954 roku wraz z reformą wprowadzającą gromady w miejsce gmin.
Jednostki nie przywrócono 1 stycznia 1973 roku po reaktywowaniu gmin. Utworzono natomiast jej terytorialny odpowiednik, gminę Biskupice, z siedzibą władz gminy utrzymaną w Trąbkach. Małe fragmenty jej dawnego obszaru weszły w skład gminy Wieliczka (Dobranowice, Sułków) i nowej gminy Podłęże (Słomiróg, Suchoraba, Zagórze).